# Dasypogon fraternus
Dasypogon fraternus är en tvåvingeart som beskrevs av Macquart 1846. Dasypogon fraternus ingår i släktet Dasypogon och familjen rovflugor. Inga underarter finns listade i Catalogue of Life.